# Congiopodus kieneri
Congiopodus kieneri is een straalvinnige vissensoort uit de familie van congiopoden (Congiopodidae). De wetenschappelijke naam van de soort is voor het eerst geldig gepubliceerd in 1878 door Sauvage.